# Jan Treier
Jan Treier (* 11. Februar 1992) ist ein estnischer Biathlet.

## Karriere
Jan Treier nahm zwischen 2010 und 2013 an allen vier Biathlon-Juniorenweltmeisterschaften teil. Dabei konnte er jeweils gute Platzierungen erreichen. 2010 waren in Torsby zwei 14. Ränge in Sprint und Einzel bestes Resultat, 2011 erreichte er in Nové Město na Moravě mit einem sechsten Rang im Einzel seine beste Platzierung. Auch 2012 in Kontiolahti mit Rang 28 in der Verfolgung und 2013 mit zwei 21. Rängen in Sprint und Verfolgung in Obertilliach platzierte er sich gut. 2012 in Osrblie und 2013 in Bansko nahm Treier an Juniorenrennen der Biathlon-Europameisterschaften teil und erreichte fast ausschließlich Top-20-Platzierungen. 2012 wurde er zudem bei den Juniorenrennen der Sommerbiathlon-Weltmeisterschaften in Ufa Siebter im Sprint und Achter der Verfolgung.
2012 startete Treier in Ridnaun erstmals bei den Männern im IBU-Cup und wurde 64. eines Sprints. Im weiteren Saisonverlauf gewann er in Martell als 35. des Sprints erstmals Punkte und verbesserte sich in der Verfolgung um weitere acht Ränge bis Platz 27. In Ridnaun verbesserte der Este sein bestes Resultat 2014 auf einen 25. Platz in einem Sprint. In Nové Město na Moravě startete Treier bei seinem ersten internationalen Großereignis im Leistungsbereich. Er wurde 55. des Einzels, 54. des Sprints und 48. der Verfolgung. Mit der distanzierten Staffel wurde er an der Seite von Martin Remmelg, Jaan Koolmeister und Kermo Sikk 15. Nach den Europameisterschaften debütierte Treier in Pokljuka im Biathlon-Weltcup und wurde 86. des Sprintrennens.

## Biathlon-Weltcup-Platzierungen
Die Tabelle zeigt alle Platzierungen (je nach Austragungsjahr einschließlich Olympische Spiele und Weltmeisterschaften).
- 1.–3. Platz: Anzahl der Podiumsplatzierungen
- Top 10: Anzahl der Platzierungen unter den ersten zehn (einschließlich Podium)
- Punkteränge: Anzahl der Platzierungen innerhalb der Punkteränge (einschließlich Podium und Top 10)
- Starts: Anzahl gelaufener Rennen in der jeweiligen Disziplin

| Platzierung         | Einzel | Sprint | Verfolgung | Massenstart | Staffel | Gesamt |
| ------------------- | ------ | ------ | ---------- | ----------- | ------- | ------ |
| 1. Platz            |        |        |            |             |         |        |
| 2. Platz            |        |        |            |             |         |        |
| 3. Platz            |        |        |            |             |         |        |
| Top 10              |        |        |            |             |         |        |
| Punkteränge         |        |        |            |             | 1       | 1      |
| Starts              | 1      | 5      |            |             | 1       | 7      |
| Stand: Karriereende |        |        |            |             |         |        |